# Agualva (Sintra)
Agualva is een plaats en freguesia in de Portugese gemeente Sintra in het district Lissabon. In 2004 was het inwonertal 38.523 op een oppervlakte van 8 km². Agualva is sinds 2001 een zelfstandige freguesia en vormt sindsdien samen met Cacém, Mira-Sintra en São Marcos de stad (cidade) Agualva-Cacém.